# Liparis letouzeyana
Liparis letouzeyana är en orkidéart som beskrevs av Dariusz Lucjan Szlachetko och Tomasz Sebastian Olszewski. Liparis letouzeyana ingår i släktet gulyxnen, och familjen orkidéer.
Artens utbredningsområde är Kamerun. Inga underarter finns listade i Catalogue of Life.